# Ilha de Rattanakosin

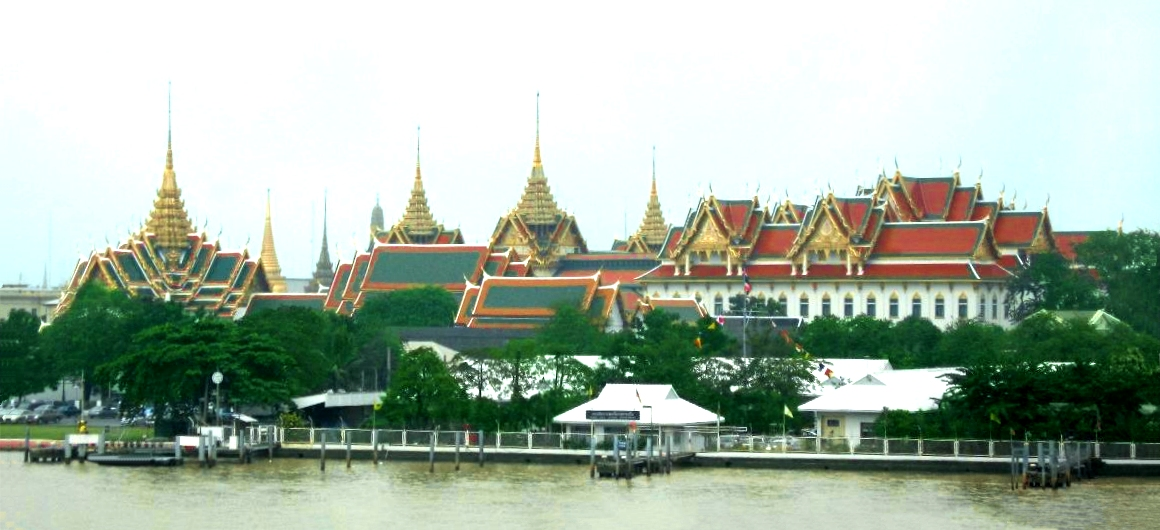
Grand Palace, Bangkok, Tailândia, visto do rio Chao Phraya

Ilha de Rattanasokin, também conhecida como Rattana Kosin, é uma ilha situada em Bangkok (Tailândia), no distrito de Phra Nakhon, onde está situado o Grande Palácio de Bangkok.